# Tate no Yūsha no Nariagari (Bühnenspiel)
Tate no Yūsha no Nariagari ist der Titel eines geplanten Bühnenspiels, dass auf der Anime-Fernsehserie The Rising of the Shield Hero, welche wiederum eine Umsetzung der Light-Novel-Reihe Tate no Yūsha no Nariagari von Aneko Yusagi darstellt, basiert.
Die Uraufführung war für den 27. März 2020 angesetzt, wurde aber im Zuge der COVID-19-Pandemie in Japan abgesagt. Eine DVD-Veröffentlichung des Stücks ist in Arbeit.

## Produktion
Am 16. September 2019 wurde die Produktion eines Bühnenspiels, welches auf der Anime-Fernsehserie The Rising of the Shield Hero basiert, angekündigt. Regie führt Satoshi Ōgita vom Bobjack Theater während Kaori Moriyama, ebenfalls für das Bobjack Theater aktiv, das Drehbuch schreibt. Die Planung und Produktion übernimmt Scissors Blitz mit Kazuki Unebasami als Produzenten.
Bereits am folgenden Tag nach der Ankündigung des Bühnenstücks wurden die ersten Darsteller veröffentlicht, darunter wurden die Rollen der vier Helden, die von Raphtalia, sowie die Rollen zahlreicher Nebencharaktere bekannt gegeben. Ein Poster zum Stück wurde Ende November 2019 veröffentlicht und weitere Darsteller angekündigt, die eine Rolle in dem Werk einnehmen.
Am 11. März 2020 wurden Visuals mit den Darstellern in ihren jeweiligen Rollen veröffentlicht. Sarah Emi Bridcutt, die im Anime die Antagonistin Myne spricht, übernimmt im Bühnenspiel die gleiche Rolle.

## Handlung
- → Hauptartikel: The Rising of the Shield Hero (Anime)#Handlung

Eines Tages findet der 20-jährige Student Naofumi Iwatani beim Durchstöbern der Bibliothek die „Chronik der vier Heiligen“, die über vier Helden mit heiligen Waffen, einem Speer, einem Schwert, einem Bogen und einem Schild berichtet. Als Naofumi das Kapitel zum Helden des Schilds aufschlägt, wird er ohnmächtig in die Welt des Buches eingesogen.
In der neuen Welt erwacht er neben drei anderen jungen Männern als Held des Schilds. Der König hat die vier heiligen Helden beschwören lassen, um sein Königreich vor einer nahenden Bedrohung zu retten. Da der Schild die unbeliebteste Waffe ist, will sich niemand Naofumi als Begleiter anschließen. Nur die Abenteurerin Myne erklärt sich bereit, Naofumi auf seiner Reise zu begleiten. Naofumi erhält Geld um sich aufzurüsten, wobei er keine andere Waffen als seinen Schild ausrüsten kann. Kämpfe gegen Monster bringen Naofumi wenig, da er durch seinen Schild kaum verwundbar ist, aber dafür auch schwer Monster besiegen kann.
Schließlich wird Naofumi in der Nacht beraubt – von seiner Begleiterin Myne, die ihn vor König Aultcray der versuchten Vergewaltigung bezichtigt. Daraufhin wird Naofumi verstoßen und muss sich fortan alleine durch die neue Welt schlagen. Er verdient sich durch das Sammeln von Kräutern etwas Geld und lernt, dass er in der Lage ist, kleine Monster zu zähmen und für sich kämpfen zu lassen. Von seinem Geld kauft er sich Raphtalia, eine Sklavin aus dem Volk der Halbmenschen, die er ebenfalls für sich kämpfen lässt und die bald zu einer unverzichtbaren Begleiterin für Naofumi wird.

## Rollen und Darsteller
| Rolle                          | Darsteller                                  |
| ------------------------------ | ------------------------------------------- |
| Naofumi Iwatani                | Yūya Uno                                    |
| Raphtalia                      | Karin Isobe (erwachsen) Elena Kamata (Kind) |
| Filo                           | Yūna Sekine                                 |
| Motoyasu Kitamura              | Ikkei Yamamoto                              |
| Ren Amaki                      | Yūho Matsui                                 |
| Itsuki Kawasumi                | Taiga Fukazawa                              |
| Waffenschmied Elhart           | Maruyama Atsushi                            |
| Myne / Malty S. Melromarc      | Sarah Emi Bridcutt                          |
| Sklavenhändler Beloukas        | Kotori Koyama                               |
| König Aultcray Melromarc XXXII | Isamu Ishizuka                              |

## Aufführung

### Absage wegen COVID-19
Geplant war, dass das Bühnenwerk am Wochenende vom 27. bis zum 29. März 2020 in der Cool Japan Park Osaka TT Hall und anschließend vom 2. bis 12. April 2020 im Theater Sun Mall in Tokio aufzuführen. Insgesamt waren 19 Aufführungen geplant, vier davon in Osaka der Rest in Tokio. Die letzte geplante Aufführung war nach Angaben des Veranstalters bereits im Vorverkauf ausverkauft. Im Zuge der COVID-19-Pandemie in Japan wurden die geplanten Aufführungen abgesagt und auf unbestimmte Zeit vertagt.
Am 14. Mai 2021 wurde angekündigt, dass das Bühnenspiel vom 15. bis 25. Juli gleichen Jahres im Theater Sun Mall in Tokio aufgeführt wird. Der Vorverkauf für VIP-Eintrittskarten läuft bis zum 23. Mai, ehe ab dem 5. Juni der allgemeine Kartenvorverkauf startet.

### Heimvideo-Veröffentlichung
Am 14. April 2020 wurde die Absage der bereits geplanten Aufführungen des Bühnenwerkes bekanntgegeben ohne dabei mögliche Nachholtermine zu nennen. Das Produktionsteam hat dennoch eine Probe des Stückes, die bereits im März unter Ausschluss der Öffentlichkeit stattfand, aufgezeichnet und plant, diese im September 2020 als DVD und Blu-ray in Japan zu verkaufen. Eine internationale Fassung ist nicht geplant.